# Canto da Verónica

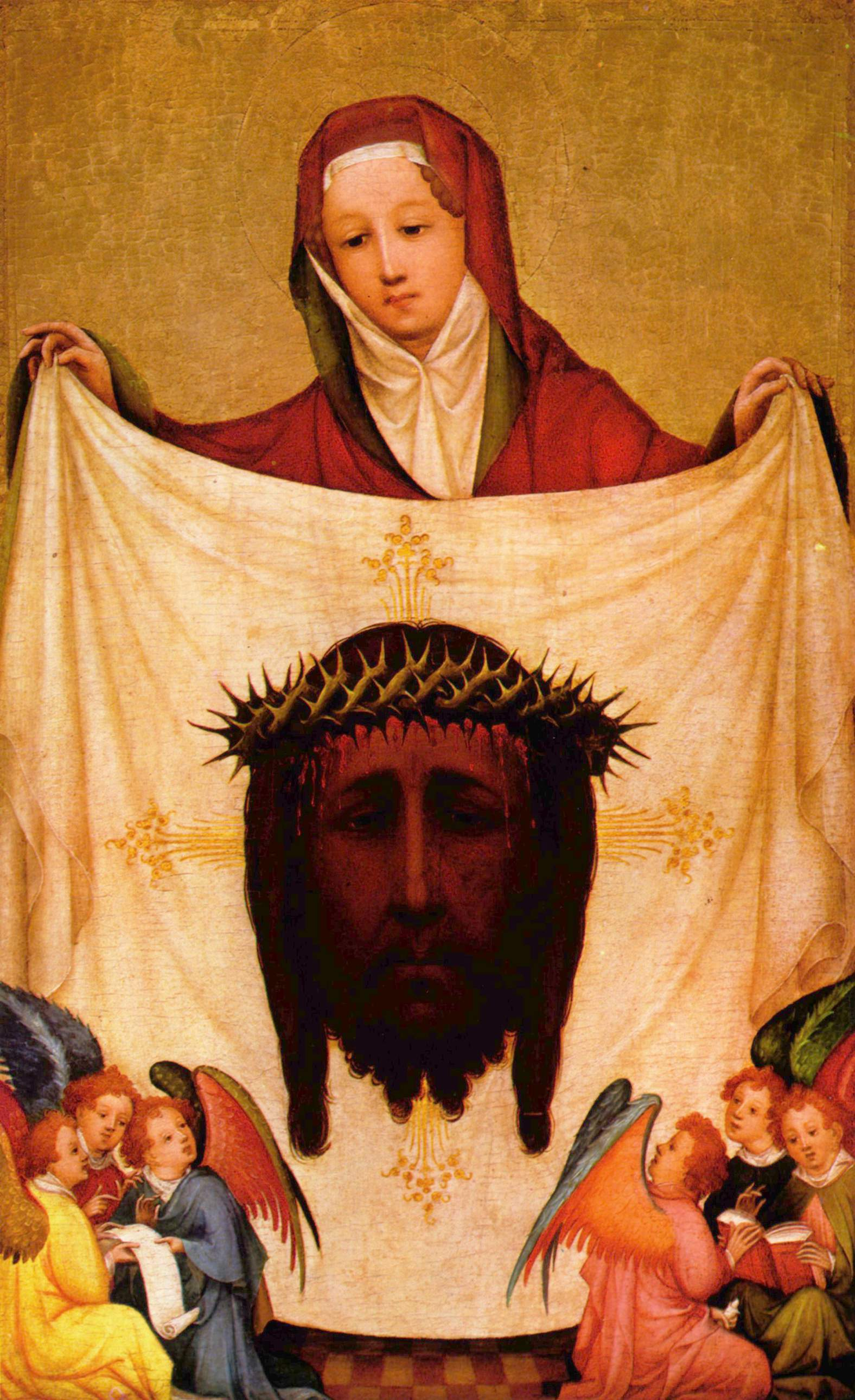
Uma representação de Verónica exibindo o véu com a Santa Face de Jesus.

Canto de Verónica, ou Canto de Santa Verónica, é a designação dada a um ritual tradicionalmente levado a cabo durante as procissões dos passos da Semana Santa que consiste em uma jovem, que transporta um véu no qual está impressa uma representação da face de Jesus Cristo, subir a um banco ou suporte similar e entoar um responsório, geralmente em latim (mais recentemente em vernáculo), que é respondido pela congregação que participa na procissão. Ao mesmo tempo que entoa o canto, desenrola e exibe a estampa da face de Jesus. Terminado o canto, a procissão prossegue.

## OCanto de Verónica
A jovem, conhecida simplesmente por Verónica, é uma representação de Santa Verónica no seu encontro com Cristo na Via Crucis. Geralmente enverga um manto, por vezes complementado por um véu.
O texto tradicionalmente cantado é o responsório em motete O vos omnes, inspirado no versículo 1:12 do Livro das Lamentações, cuja autoria é atribuída a Carlo Gesualdo, que o incluiu na sua obra Tenebrae Responsoria (ou Responsoria et alia ad Officium Hebdomadae Sanctae spectantia no seu título original, em português Responsório das Trevas). O texto foi publicado em 1611 no Castelo de Gesualdo.
O responsório O vos omnes, muito curto e simples, tem o seguinte texto:
Canto da Verónica (latim)

Responsorium :

O vos omnes
Qui transitis per viam,
Attendite, et videte
Si est dolor similis sicut dolor meus.

Versus :

Attendite, universi populi
Et videte dolorem meum.
Uma tradução do texto original para português:
Canto da Verónica (português)

Responsório:

Oh vós todos
Que passais pela via,
Vinde e vede:
Se há dor semelhante à minha!
Verseto :

Atentai, povos do mundo,
E vede a minha dor.

## Verónica
Desde o seu julgamento até à sua morte, Jesus Cristo teria percorrido um caminho a que a Igreja Católica dá o nome de Via Sacra, ou Via Crucis. Ao longo desse caminho são descritas diversos eventos com valor simbólico para os cristãos. Num deles, ocorre um encontro entre Cristo e uma mulher chamada Verónica. Verónica, compadecida, teria enxugado com um lenço o rosto de Jesus, sujo de suor e sangue. Em resultado, a imagem do rosto de Jesus teria ficado impressa no tecido, como um retrato: a imagem real de Jesus, visto que produzida não pela mão do homem mas pelo contacto do tecido com o seu corpo físico real.